# Први шведски крсташки рат
Први шведски крстаршки рат (швед. Första svenska korståget) био је вероватно митски војни поход око 1150. год. који се традиционално сматра као освајање Финске од стране Шведске приликом чега су пагански Финци под принудом преведени на католицизам. Према легенди, крсташкират је водио краљ Ерик IX од Шведске. Бискуп Хенрик Упсалски је наставио да га прати у Финској где је касније и умро.
Научници и даље расправљају да ли се тај крсташкии рат уопше догодио. Никакви археолошки подаци то не подупиру, а никакви преживјели писани извори не описују Финску под шведском влашћу прије краја 1240-тих. Надаље, бискупија и бискуп Финске нису наведени међу својим шведским савременицима пре 1250-тих. 
У то време, предвођењелејданга је била дужност јарла(престолонаследника). То је довело до теорије да је Ерик водио експедицију пре него што је постао краљ или претендент на престо. Легенде не дају тачну годину експедиције, а покушаји да се датирају тачно у годину током 1150-тих су нагађања настала много касније. Све што се зна о краља Ерику и бискупу Хенрику јесте да су они највероатније држали важне позиције у Шведској неко време средином 12. столећа.
Шведски бискуп обично укључен у источне војне походе био је бискуп Линкопинга, а не бискуп Упсале. 
Средина 12. века било је врло немирно време у северном делу Балтичког мора, с Финцима и Швеђанима у честим сукобима с Новгородом. Тамо се можда догодила шведска војна експедиција против Финске. У Новгородском првом летопису  постоји прича да су године 1142. шведски "принц" и бискуп у пратњи флоте од 60 бродова опљачкали само три новгородска трговачка брода негде "с друге стране мора", очито након нечег много важнијег.